# Сибано, Такуми
Такуми Сибано (яп. 柴野 拓美 Сибано Такуми, 27 октября 1926 — 16 января 2010) — японский писатель

-фантаст, эссеист и переводчик научной фантастики. Одна из ведущих фигур в научной фантастике Японии. Доработки Такуми Сибано значительной степени способствовали развитию современной японской научной фантастики как жанра.

## Биография
Родился 27 октября 1926 года в городе Канадзава. Окончил Токийский технический университет. Работал преподавателем математики. 1957 года Такуми Сикано основал первый японский журнал научной фантастики "Uchūjin" (яп. 宇宙塵), «Космическая пыль», который сначала выходил ежемесячно. Много корреспондентов журнала впоследствии стали профессиональными писателями. Среди них такие имена, как Хоси, Синъити, Сакё Комацу, Рю Мицусэ, Ясутака Цуцуи. Именно эти авторы стали первым поколением современных писателей-фантастов Японии. 1962, 1963, 1965 и 1967 года Сибано был председателем конвента научной фантастики «Nihon SF Taikai». Он работал над созданием Федерации групп любителей научной фантастики в Японии, председателем которой он был в течение 1966—1970 годов.
В 1977 году он оставил работу преподавателя математики и полностью посвятил себя литературе и переводческой работе. Под псевдонимом Рэй Кодзуми (яп. 小隅 黎 Kozumi Rei), досл. «космический луч», он перевёл с английского на японский более 60 научно-фантастических романов, в частности серию романов Эдварда Элмера Смита «Ленсмен» и серию романов Ларри Нивена «Известный космос».
Также под псевдонимом Рэй Кодзуми написал три детские книги, «Суперчеловек ‘Плюс X’» (1969), «Операция месячный самолёт» (1969) и «Бунт в городе Северного полюса» (1977). Сибано является также одним из основных авторов справочного издания «Мир популярной литературы» (1978).
В 1968 году, благодаря поддержке фонда любителей фантастики, Сибано смог впервые принять участие во Всемирном конвенте научной фантастики Worldcon, с 1979 года он был гостем почти всех ежегодных конвентов «Worldcon»; он также представлял авторов, которые были отмечены Премией Сеюн. В 1986 году Сибано был отмечен премией «E. E. Evans Big Heart Award», а в 1993 году — специальной премией Worldcon, которая была вручена во время 51-го всемирного конвента научной фантастики. Сибано был почётным гостем 51-го всемирного конвента научной фантастики 1996 года и 64-го всемирного конвента научной фантастики 2007 года.
Писательский и переводческий вклад Сибано был отмечен Специальной премией «Nihon SF Taisho Award», Специальной премией Сеюн и посмертно японской премией в области аниме и анимации Tokyo Anime Award.